# 李肃 (北魏)
李肃，字彦邕，北魏赵郡平棘县人，李秀林族侄，李愔族叔。
李肃历任奉朝请、清河王元怿郎中令、洛阳令、步兵校尉、员外常侍。魏宣武帝时，初谄附侍中元晖，后以左道事奉侍中穆绍。他常裸身被发，画腹衔刀，在隐屏之处为穆绍求福，穆绍喜欢他。魏宣武帝延昌四年（515年），穆绍推荐他为黄门郎，加光禄大夫。李肃为性酒狂，魏孝明帝熙平初年，跟随灵太后至江阳王元继府第，李肃酒醉，出言不逊，抗辱太傅、清河王元怿，被有司弹劾，将他出为章武内史。一年后，转任右将军、夏州刺史，去世，赠左将军、齐州刺史。